# Gerard Brady
Gerard Brady (* 1. Juli 1936; † 16. Mai 2020 in Dublin) war ein irischer Politiker. Er saß von 1977 bis 1992 im Dáil Éireann, dem Unterhaus des irischen Parlaments.
Brady wurde 1977 für die Fianna Fáil in den 21. Dáil Éireann gewählt. Er löste hierbei seinen Vater Philip A. Brady ab, der abgesehen von einer kurzen Unterbrechung seit 1951 im Dáil Éireann saß und nun aus gesundheitlichen Gründen nicht mehr zur Wahl angetreten war. Gerard Brady wurde insgesamt fünf Mal wiedergewählt.
Während des 23. Dáil war er vom 23. März bis zum 27. Oktober 1982 Staatsminister im Umweltministerium. Danach wurde Brady neuer Bildungsminister, sein Vorgänger Martin O’Donoghue war am 6. Oktober zurückgetreten, und bekleidete dieses Amt vom 27. Oktober bis zum 14. Dezember 1982.